# Lixophaga aeistalis
Lixophaga aeistalis là một loài ruồi trong họ Tachinidae.